# Drabescus ineffectus
Drabescus ineffectus är en insektsart som beskrevs av Walker 1858. Drabescus ineffectus ingår i släktet Drabescus och familjen dvärgstritar. Inga underarter finns listade i Catalogue of Life.